# 야쿠프 콜라스
야쿠프 콜라스(벨라루스어: Яку́б Ко́лас, 1882년 11월 3일 ~ 1956년 8월 13일)는 벨라루스의 시인, 작가이다. 본명은 칸스탄친 미하일라비치 미츠케비치(벨라루스어: Канстанці́н Міха́йлавіч Міцке́віч, 러시아어: Константи́н Миха́йлович Мицке́вич 콘스탄틴 미하일로비치 미츠케비치[*])이지만 필명인 "야쿠프 콜라스"로 더 흔하게 알려져 있다.